# Dãy núi Acarai
Dãy núi Acarai (chữ Anh: Acarai Mountains, chữ Bồ Đào Nha: Serra do Acaraí, chữ Pháp: Montes Acaraí) là dãy núi phân chia ranh giới Brazil và phía nam Guyana, cao khoảng 600 mét (2.000 bước Anh) so với mặt nước biển, chạy theo hướng đông - tây, kéo dài khoảng 130 kilômét (80 dặm Anh), hình thành một phần đường phân thuỷ ở phía bắc bồn địa Amazon. Toàn bộ khu vực là rừng mưa nhiệt đới rậm rạp, xum xuê. Dãy núi Acarai là một trong bốn dãy núi lớn của Guyana, ba dãy nũi khác là dãy núi Imataka, dãy núi Kanuku và dãy núi Pacaraima. Đầu nguồn của sông Essequibo - sông dài nhất Guyana, và sông Courantyne, đều nằm trên dãy núi này. Đầu nguồn sông Essequibo là do đoàn thám hiểm người Guyana - Đức phát hiện vào năm 2013. Dãy núi lần đầu tiên được nhắc đến bởi A.H. Brué, ông gọi nó là Sierra do Acaray. Cuối niên đại 1970, vệ tinh nhân tạo đã chụp vẽ bản đồ khu vực này.
Dãy núi là nơi sinh sống của người Wai-wai, họ là hậu duệ của bộ lạc Taruma. Họ lần đầu tiên được đề cập vào khoảng năm 1837.
Dãy núi Acarai có điểm cao nhất nằm ở 1°22′B 59°11′T / 1,367°B 59,183°T, cao 1.009 mét (3.310 bước Anh) so với mặt nước biển. Dãy núi duỗi dài về phía đông, trở thành dãy núi Tumuk Humak phân chia ranh giới giữa Brazil với Suriname và Guiana thuộc Pháp.